# Humban-tahrah
Humban-tahrah (760?–743 p.n.e.) – król Elamu, założyciel ostatniej elamickiej dynastii, ojciec Humban-nikasza I. Wzmiankowany jest jedynie w inskrypcjach swoich następców, którzy wymieniają go jako swego przodka.